# Гаррі Лундаль
Гаррі Лундаль (швед. Harry Lundahl, 16 жовтня 1905, Гельсінгборг — 2 березня 1988) — шведський футболіст, що грав на позиції нападника. По завершенні ігрової кар'єри — тренер.
Виступав, зокрема, за клуби «Гельсінгборг» та «Ескільстуна», а також національну збірну Швеції.
Дворазовий чемпіон Швеції.

## Клубна кар'єра
У дорослому футболі дебютував 1927 року виступами за команду клубу «Гельсінгборг», в якій провів чотири сезони. За цей час двічі виборював титул чемпіона Швеції.
Своєю грою за цю команду привернув увагу представників тренерського штабу клубу «Ескільстуна», до складу якого приєднався 1931 року. Відіграв за команду з Ескільстуни наступні чотири сезони своєї ігрової кар'єри.
Завершив професійну ігрову кар'єру у клубі «Гельсінгборг», у складі якого вже виступав раніше. Прийшов до команди 1937 року, захищав її кольори до припинення виступів на професійному рівні у 1938 році.

## Виступи за збірну
У 1928 році дебютував в офіційних матчах у складі національної збірної Швеції. Протягом кар'єри у національній команді, яка тривала 7 років, провів у її формі 14 матчів, забивши 13 голів.
У складі збірної був учасником чемпіонату світу 1934 року в Італії.

## Кар'єра тренера
Розпочав тренерську кар'єру, ще продовжуючи грати на полі, 1935 року, очоливши тренерський штаб клубу «Мальме Бі».
У 1937 році став головним тренером команди «Мальме», тренував команду з Мальме чотири роки.
Останнім місцем тренерської роботи була збірна Швеції, головним тренером якої Гаррі Лундаль був з 1941 по 1942 рік.
Помер 2 березня 1988 року на 83-му році життя.

## Титули і досягнення

### Командні
- Чемпіон Швеції (2):

«Гельсінгборг»: 1928–1929, 1929–1930

### Особисті
- Найкращий бомбардир чемпіонату Швеції: 1929, 1930